# De besatta
De besatta  (polsk titel Opętani med samma betydelse) är en roman av den polske författaren Witold Gombrowicz. Den utkom som följetong i två polska dagstidningar under sommaren 1939. Verket skrevs under pseudonymen "Zdzisław Niewieski" (en referens till floden Niewiaża/Nevėžis i Litauen), och Gombrowicz erkände sitt författarskap först några dagar före sin död 1969. En ofullständig version utkom i bokform 1973. De saknade delarna återfanns 1986 och en fullständig version publicerades 1990. En svensk översättning av Stefan Ingvarsson utkom 2006.

## Tematik
Romanen kombinerar gotiska element (ett medeltida slott, hemsökelser, seanser) med populärlitterära (kärlek över klassgränserna, mord).